# Weber (unidade)
O weber (símbolo Wb) é a unidade do SI para o fluxo magnético.  A unidade leva esse nome em homenagem a Wilhelm Eduard Weber, físico alemão do século XIX.

## Definição
O weber pode ser definido como o fluxo que, ao atravessar uma espira, produz nela uma força eletromotriz igual a 1 volt, se reduzido uniformemente a zero em 1 segundo.
Reescrevendo a relação acima temos:
fluxo magnético = (força eletromotriz) {\displaystyle \cdot \ } (tempo)
Disso tiramos as dimensões para o weber que, em  unidades básicas do SI, é expresso por: 
{\displaystyle \mathrm {Wb} ={\dfrac {\mathrm {kg} \cdot \mathrm {m} ^{2}}{\mathrm {s} ^{2}\cdot \mathrm {A} }}}
Mas a unidade de fluxo magnético também pode ser expressa em termos de outras unidades do SI: tesla-metro quadrado (T{\displaystyle \cdot \ } m2), volt-segundo (V{\displaystyle \cdot \ } s), joule por ampére (J/A).
{\displaystyle 1\mathrm {Wb} =1\mathrm {T} \cdot \mathrm {m} ^{2}=1\mathrm {V} \cdot \mathrm {s} =1{\mathrm {J}  \over \mathrm {A} }}

## História

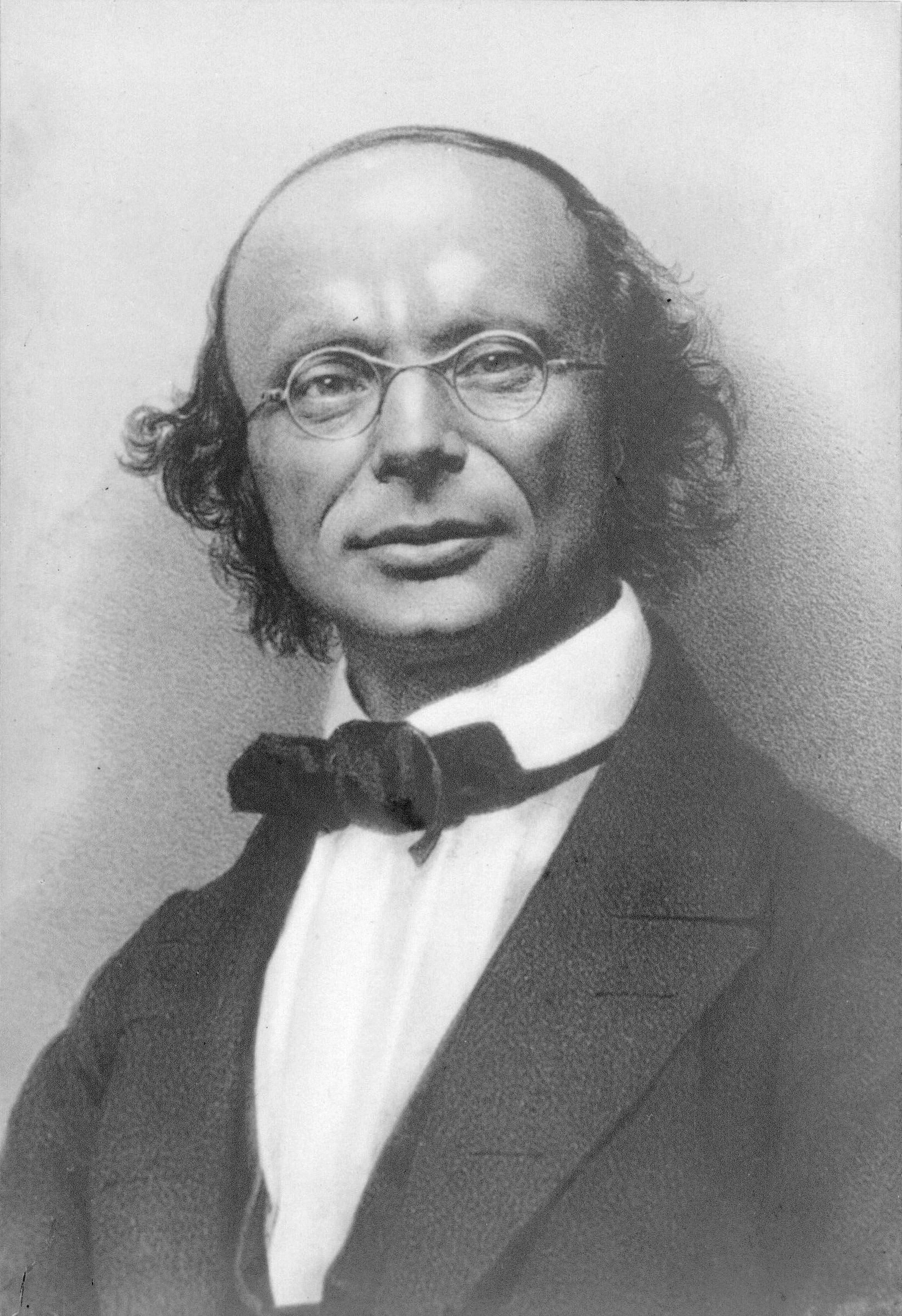
Wilhelm Eduard Weber II, físico alemão do século XIX. Em homenagem aos seus trabalhos na área do magnetismo deu-se o seu nome à unidade de fluxo magnético

Wilhelm Eduard Weber foi um físico alemão que trabalhou com Carl Friedrich Gauss em meados de 1832. Com a ajuda de Weber, Gauss conseguiu demonstrar que a eletricidade e o magnetismo não exigiam suas próprias unidades, podendo ser definidos em termos de unidades de tempo, comprimento e massa.   Então publicaram juntos um artigo onde, pela primeira vez, introduziu-se unidades absolutas de medida para o magnetismo. 
Esse sistema de unidades foi chamado de Sistema Gaussiano de Unidades ou Sistema CGS de Gauss. Nesse sistema, o fluxo magnético era dado em termos de  gauss – centímetro quadrado (G {\displaystyle \cdot \ } cm²) ou maxwell (Mx).  
Somente na Conferência Geral de Pesos e Medidas de 1948 a unidade de fluxo magnético foi definida e adotou-se o nome weber em homenagem ao físico alemão. 
Comparando as unidades do  CGS, do sistema CGS de Gauss e do SI temos: 
{\displaystyle 1\mathrm {Mx} =1\mathrm {G} \cdot \mathrm {cm} ^{2}=10^{-8}\mathrm {Wb} }